# Actinopus fractus
Espèce
Actinopus fractus est une espèce d'araignées mygalomorphes de la famille des Actinopodidae.

## Distribution
Cette espèce est endémique de l'État de São Paulo au Brésil,. Elle se rencontre vers São Carlos, Itirapina et Brotas.

## Description
Le mâle décrit par Miglio, Pérez-Miles et Bonaldo en 2020 mesure 15,75 mm.

## Publication originale
- Mello-Leitão, 19200 : « Tetrapneumones trionychias novas do Brasil. » Revista Sciencias, vol. 4, p. 58-60.